# Sanquelim
Sanquelim è una città dell'India di 11.191 abitanti, situata nel distretto di Goa Nord, nello territorio federato di Goa. In base al numero di abitanti la città rientra nella classe IV (da 10.000 a 19.999 persone).

## Geografia fisica
La città è situata a 15° 34' 60 N e 74° 0' 0 E e ha un'altitudine di 77 m s.l.m..

## Società

### Evoluzione demografica
Al censimento del 2001 la popolazione di Sanquelim assommava a 11.191 persone, delle quali 5.781 maschi e 5.410 femmine. I bambini di età inferiore o uguale ai sei anni assommavano a 1.251, dei quali 668 maschi e 583 femmine. Infine, coloro che erano in grado di saper almeno leggere e scrivere erano 8.620, dei quali 4.753 maschi e 3.867 femmine.